# Israel Nash
Israel Nash (5 januari 1981) is een Amerikaanse singer-songwriter die zich in de eerste jaren van zijn muzikale carrière bij zijn volledige naam Israel Nash Gripka liet noemen.

## Biografie
Israel Nash, die oorspronkelijk afkomstig was uit  Missouri, verhuisde in 2006 naar New York. In 2009 bracht hij zijn eerste album New York Town uit. Hij speelde vooral folk en countryrock.
Zijn tweede album Barn doors and conrete floors is geproduceerd door Steve Shelley van de Amerikaanse rockband Sonic Youth en is uitgebracht in maart 2011. In 2011 verhuisde Israel Nash naar een ranch in Dripping Springs ( Texas). Daar werd zijn derde album, getiteld Rain plans, opgenomen. Die werd uitgebracht in september 2013 in Europa en in augustus 2014 in de Verenigde Staten. In zijn muziek kwamen meer psychedelische effecten, maar er bleef ook  Americana, country en rock. Dat gold ook voor de opvolger Silver Season (2015).
In juli 2018 werd het album Lifted uitgebracht met geluidstechnicus Ted Young, die eerder heeft meegewerkt aan de albums Barn doors and concrete floors en Rain plans. Ook heeft hij onder meer gewerkt met Gaslight Anthem en Moby.
Nash wordt bijgestaan door een vaste band, bestaande uit:
- Joey McCellan – leadgitaar
- Aaron McCellan – basgitaar
- Eric Swanson – bas, mandoline, banjo en pedaal steelgitaar
- Josh Fleischmann - drums

## Discografie
- New York Town (2009)
- Barn doors and concrete floors (2011)
- Israel Nash's Rain Plans (2013)
- Israel Nash's Silver Season (2015)
- Lifted (2018)

### Albums
| Album met eventuele hitnotering(en) in de Nederlandse Album Top 100 | Datum van verschijnen | Datum van binnenkomst | Hoogste positie | Aantal weken | Opmerkingen |
| ------------------------------------------------------------------- | --------------------- | --------------------- | --------------- | ------------ | ----------- |
| Barn doors and concrete floors                                      | 2011                  | 9-4-2011              | 83              | 3            |             |
| Israel Nash’s Rain plan                                             | 2013                  | 5-10-2013             | 77              | 1            |             |
| Israel Nash’s Silver Season                                         | 2015                  | 17-10-2015            | 43              | 1            |             |
| Lifted                                                              | 2018                  | 04-08-2018            | 21              | 2            |             |

- Gemeinsame Normdatei: 138957150
- International Standard Name Identifier: 0000 0001 0811 2590
- Library of Congress Control Number: no2010204940
- MusicBrainz: 5504a16a-5106-442f-8082-06ef87d3bdfb
- Système universitaire de documentation: 243913192
- Virtual International Authority File: 160576925
- WorldCat: E39PBJqfMppmHPkDgMQmWwrpfq